# Akune

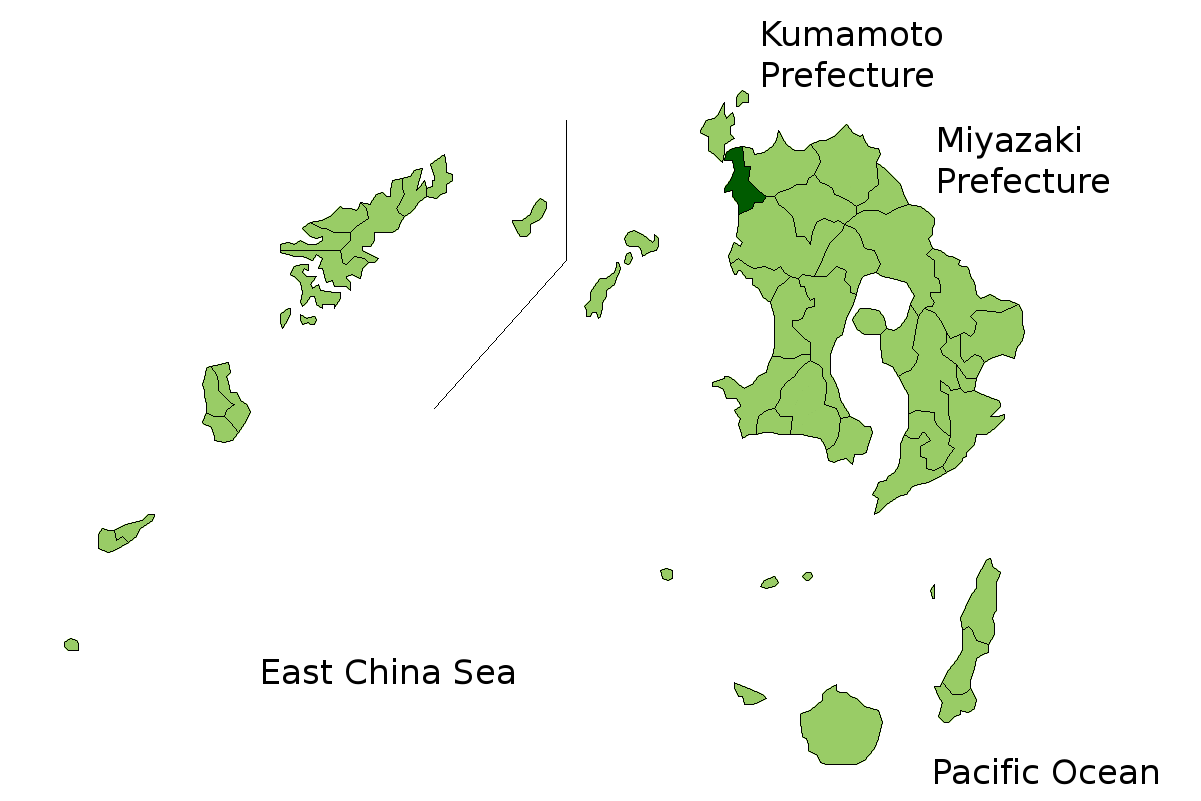

Akune (阿久根市 Akune-shi?) este un municipiu din Japonia, prefectura Kagoshima.